# Peter Cory
Pour les articles homonymes, voir Cory (homonymie).
Peter deCareteret Cory, né le 25 octobre 1925 à Windsor en Ontario et mort le 7 avril 2020 à Mississauga (Ontario), est un juge canadien. 

## Biographie
Peter Cory a été juge puîné de la Cour suprême du Canada de 1989 à 1999. Il est membre de l'ordre du Canada.

## Annexe